# Bryum subneodamense
Bryum subneodamense là một loài Rêu trong họ Bryaceae. Loài này được Kindb. mô tả khoa học đầu tiên năm 1905.